# 裂け谷
裂け谷（さけだに、Rivendell）は、J・R・R・トールキンの中つ国を舞台とした小説、『ホビットの冒険』、『指輪物語』に登場する土地である。シンダール語のイムラドリス（Imladris）の訳語。
霧ふり山脈の西の麓にある谷間であり、サウロンから身を守るために作られた避難所でもある。半エルフのエルロンドが「最後の憩い」館を構えて住んでいる。

## 歴史
サウロンに欺かれて力の指輪を造ってしまったことを知ったエルフたちは、彼の者と激しい戦いを繰りひろげたが、多大な犠牲を出す結果となった。生き残ったエルフの隠れ家としてエルロンドが築いたのが、イムラドリス（裂け谷）の「最後の憩い」館である。
裂け谷はその後も長い間、安全な避難所として機能し続けた。その恩恵にあずかったのはエルフだけではない。滅亡した北方王国アルノールの王家の血を引くドゥーネダインも代々世話になっており、やがて統一王国の玉座に就くことになるアラゴルンも幼い頃をここで過ごした。『ホビットの冒険』では、ビルボ・バギンズたちが訪れている。一つの指輪の来歴が明かされ、その破壊任務のために9人の指輪の仲間が集ったのも裂け谷である。
指輪戦争終結後、主であるエルロンドは西方の不死の国に去っていったが、かれの息子のエルラダンとエルロヒアや、ロスローリエンから東ローリエンを経て移ってきたケレボルンたちがこの地にとどまり、裂け谷はすぐには無人とはならなかった。しかしそのかれらも、最後には灰色港から西へ旅立っていった。

## 地理
イムラドリスは、霧ふり山脈のふもとにある険しい谷である。鳴神川（ブルイネン）の2本の支流にはさまれた三角地帯であり、エルロンドの力の込められたこの流れは、侵入者があると増水して撃退するようになっている。フロド・バギンズを追跡してきた指輪の幽鬼も、激流に押し流されて撤退している。